# Julius von Staudinger
Julius Staudinger, ab 1885 Ritter von Staudinger, (* 28. Januar 1836 in Schwabach; † 1. Januar 1902 in München) war ein deutscher Jurist. Er war seit Juli 1888 Senatspräsident am Oberlandesgericht München und seit April 1900 königlicher Geheimer Rat. Bekannt ist Julius von Staudinger als Begründer eines Großkommentars zum Bürgerlichen Gesetzbuch (BGB). Die erste Auflage in sechs Bänden erschien von 1898 bis 1903; von Staudinger konnte die Fertigstellung also nicht miterleben. Dennoch erscheint „Der Staudinger“ bis heute unter seinem Namen.

## Leben
Julius von Staudinger war der Sohn des Landgerichtsassessors Karl Friedrich Staudinger. 1859 absolvierte er seine juristische Staatsprüfung. Ab 1860 war er im Bayerischen Staatsministerium der Justiz tätig. 1862 heiratete er in Nürnberg Johanna Sophie Heerwagen. Während seiner Karriere wurde er mehrfach, zuerst von Mai 1875 bis März 1884, wegen Krankheit in den Ruhestand versetzt. Am 28. Dezember 1885 wurde er mit dem Verdienstorden der Bayerischen Krone ausgezeichnet. Im April 1894 ging er wegen dauernder Dienstunfähigkeit endgültig in den Ruhestand.

## Werke
- Das Gesetz vom 10. November 1861, die Einführung des Strafgesetzbuches und Polizeistrafgesetzbuches für das Königreich Bayern betreffend. Beck. Nördlingen 1862.
- Das Strafgesetzbuch für das Deutsche Reich nach den Gesetzen vom 15. Mai 1871 u. 26. Febr. 1876. Beck. Nördlingen 1876.
- Strafprozessordnung für das Deutsche Reich vom 1. Februar 1877. Beck. Nördlingen 1877.
- Sammlung von Staatsverträgen des Deutschen Reichs über Gegenstände der Rechtspflege. Beck. Nördlingen 1882.
- Kommentar zum Bürgerlichen Gesetzbuche für das Deutsche Reich nebst Einführungsgesetz. 6 Bände. J. Schweitzer Verlag. München 1898–1903.
- Vorträge aus dem Gebiete des Bürgerlichen Gesetzbuchs für Verwaltungsbeamte. J. Schweitzer Verlag. München 1900.